# 萨米人
薩米人（Sámi）是居住在薩米地區的芬蘭-烏戈爾語族原住民，該地區今天包括挪威最北部、瑞典、芬蘭和俄羅斯摩爾曼斯克地區的部分地區。薩米人是斯堪的納維亞唯一受國際土著人民公約承認和保護的土著人民，因此是歐洲最北端的原住民人口。 薩米人祖先的原始領土沒有明確界定。他們的傳統語言是薩米語，被歸類為烏拉爾語系的一個分支。
薩米人已經在北歐生活了至少5000年。他們傳統上從事各種生計，包括近海捕魚、毛皮狩獵和養羊。他們最著名的生計來源是半游牧馴鹿。由於傳統、生態、文化和政治方面的原因，這種在北歐國家（挪威和瑞典）的某些地區的動物繁殖行為在法律上僅限於他們。
薩米人是挪威、瑞典和芬蘭的少數民族，在這些國家也被承認為原住民。薩米語及其方言在瑞典以及芬蘭和挪威的部分地區被認為屬於（受保護的）少數，总人数约8万人。 獨立的和有代表性的薩米議會在這些國家逐漸出現（芬蘭1973年，挪威1989年，瑞典1993年）。

## 歷史

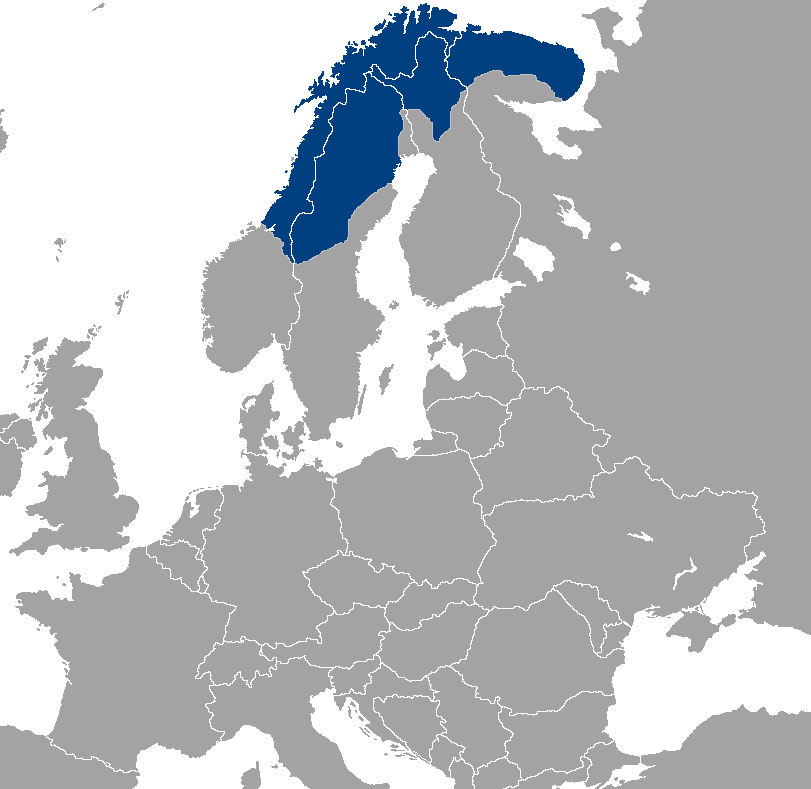
薩米人的分布地区

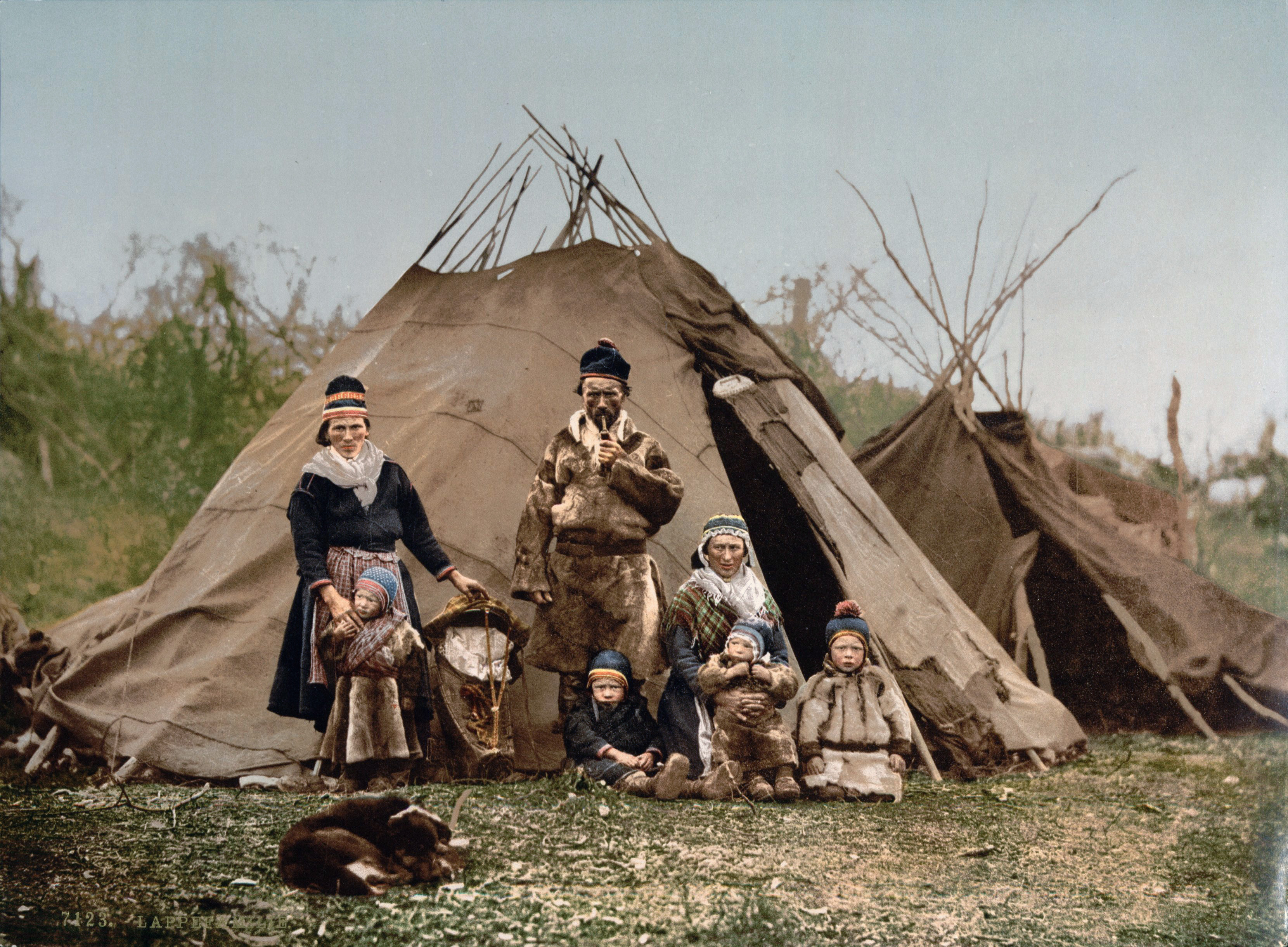
1900年时一個萨米人家庭

### 早期
自新石器時代就有人居住在斯堪地納維亞半島的大部分地區，並以獵人、收集者及捕魚為生；有距今10000年前的挖掘出土物為證，如：被火燃燒過的區塊或箭矢尖端，已有人在北挪威地區，找到距今約有6000年的古老的山崖壁畫，這文化的墾荒區域由北延伸至南斯堪的納維亞半島，並到達俄羅斯的白海。考古學者找到約西元前1500百年至西元後300年的石棉陶器，這足以解釋薩米文化的特徵，也發現捕獸陷阱，並以這完整的捕獸陷阱系統捕獲馴鹿和駝鹿。西元555年，東羅馬歷史學家普罗科比提到一個名為Skrithfinoi的民族，應為薩米人。

### 中古世紀
中世紀開始了維京人的時代，他們對薩米人產生重要的影響，此時的有三分之二的薩米人居住在斯堪地納維亞平原地區，在他們的小說中看見：兩民族間不斷有著衝突。
之後薩米人與維京人進行交易，以動物毛皮、獸皮換取鹽，以貴金屬換得飾品製造及金屬刀片；同時開始與歐陸北部的旅人進行貿易，這樣的關係在薩米人的社會裡，產生了文化衝擊，從一支石器時代就存在的落後民族，在自己的社會中發展出一套貨幣系統，他們的貨幣稱為Tjoervie。
在中世紀，薩米人被鄰近的強大民族征服了，14世紀時，發生於挪威帝國與諾夫哥羅德共和國間關於對薩米人徵稅的糾紛。西元1326年，徵稅權在諾夫哥羅德和約中被定約兩边所劃分，而薩米人則必須繳交稅賦給雙方。
16世紀初，薩米人分為三支：
1. 農民薩米人—生活範圍在挪威南部往北至特羅姆斯郡南方，多數人務農；
2. 靠海薩米人—定居於斯堪的納維亞半島北部與東部，靠捕魚及打獵維生；
3. 游牧薩米人—居住於山上與挪威北部（Finnmarksvidda）地區，他們是塞米諾族印地安人，也是典型的游牧民族，而大規模的馴鹿養殖最早應是在西元1540年左右。

中世紀末時，薩米人並非如大部分歐洲地區一樣開始了啟蒙運動，反而是穿越了國界，進行有系統地開墾與征服它地。

### 近代
這时候的薩米人改信基督教信仰，被并入北欧封建國家（瑞典及挪威和芬兰）的一部份，故1603年於拉普蘭建立了第一座教堂。1635年瑞典人在Nasafjäll挖了一處鐵礦坑，而薩米人被強迫要在礦坑工作，若有人敢違反，則會被施以酷刑，因此有許多人想逃出這一區域，瑞典政府當局則派出軍隊阻擋「勞力的外移」。
1673年正式開始殖民今日的拉普蘭地區，瑞典政府鼓动瑞典移民墾荒者到薩米人居住區域，並賦予墾荒者權力使用薩米人的土地及水流，甚至要求薩米原住民交還其使用權;因這群墾荒者無節制的狩獵，動物數量迅速地減少，甚至造成部分的薩米人糧食短缺與飢餓。而基督教化造成極端化：這些不願改變宗教，仍堅持信奉自己原宗教的薩米人，遭到死刑處置，甚至虔誠信奉薩米人宗教的地區也遭摧毀。
1720-1729年有一部份的薩米人遷徙至瑞典國王命令的特定區域。1751年經瑞典國王的決定，建立了關於拉普蘭的法律，透過這法律劃分了墾荒者與薩米原住民的狩獵權。
1755年有了新約聖經的薩米語譯本，1811年為舊約聖經的譯本。
1809年之後開始了薩米人的艱辛時期，芬蘭與挪威的北部疆界確定，自1852年起對薩米人產生了負面的影響：因發生在國界的宗教戰爭，使國家疆界關閉，也就是說，薩米人賴以維生的馴鹿群被中斷了，導致他們的糧食匱乏。

### 20世紀後
與1860-1920年間嘗試訂定法律或法規來影響改善薩米人的處境，然而也免除了許多對於後來的墾荒者限制法律。在1917年與1918年展開了首屆薩米會議（德文：Sámi –Konferenzen），確定薩米人為正式的少數民族。有些人想從之前的宿命掙脫，融入瑞典或挪威的社會中，或是飼養馴鹿賺點外快。1952年在瑞典有第一家專給薩米人收聽的廣播節目；直到70年代，在挪威展開了「挪威化」，首先將薩米語認可為一種語言。 
1986年發生車諾比核能電廠事故，有73,000隻馴鹿於瑞典受到放射線傷害，薩米人因此失去了重要的營養來源，縱使政府承諾答應補償，但他們所得的遠不及需要的。
80年代在挪威成立了薩米人的權力委員會與文化委員會，一個薩米人的國會（稱為）由權力委員會組成，並最後在1989年選出代表。而1933年在瑞典亦由薩米人選出國會代表。1997年，挪威國王哈拉爾五世公開致詞時，對於從前對待薩米人民族的方式表示歉意。
2000年的薩米人民族基金擁有7500萬挪威克朗（相當於1000萬歐元），這必須運用在強化薩米語及文化方面，以及因鎮壓所造成的傷害與不公平的賠償。

## 目前狀況
目前仍約有8%的薩米人以養殖馴鹿維生，但這種生活方式到土地持有人的个人利益相衝突，所以很多土地擁有人拒絕了傳統冬季牧場的開放。
1956年由芬蘭、挪威與瑞典的薩米人，於第二屆薩米會議中成立薩米理事會。

## 文化
關於薩米人的文化是獨一無二的尤伊克哼唱，著名的尤伊克演唱者包括出生於瑪莉·波伊娜（Mari Boine）以及約恩·亨利克·費爾格雷恩。
萨米人在宗教上使用一种有特色的科布达斯鼓。